# RENFE 448 sorozat
A RENFE 448 sorozat egy spanyol villamosmotorvonat-sorozat. A CAF és a Macosa gyártotta 1986 és 1988 között a RENFE részére.

## Műszaki jellemzése
A Renfe 448-as sorozata egy háromrészes villamos motorvonat, mindkét végén motorral és vezetőfülkével, hosszú távú (Intercity) szolgáltatásokhoz. Ezekből a vonatokból összesen 31 darabot gyártottak 3 sorozatban. Technikailag a RENFE 444 sorozatból származik.
E vonatok sorozatszáma kezdetben a 444 sorozat egyik alszériája volt (444.500), de 1992-ben a teljes sorozatot a 448-ra számozták át. A különbség elődeihez, a 444-es sorozathoz képest a magasabb végsebesség, annak ellenére, hogy ugyanazokat a motorokat használják, mivel a fogaskerekek áttételét megváltoztatták, ami 160 km/órás maximális sebességet tesz így lehetővé, némileg alacsonyabb vonóerő árán. A sebességen kívül modern kávézót, utastájékoztató monitorokat, új forgóvázakat a nagyobb sebességhez (mivel a 440-es és 444-es sorozat korábbi forgóvázai 140 km/h felett nem rendelkeztek kielégítő dinamikus viselkedéssel), televíziót, zenecsatornákat stb. kaptak.
A sorozat első 6 egységének a többi 25 egységtől eltérő, mosógépre emlékeztető fejvéggel rendelkezett, ezért is kapták ezt a becenevet, mosógépek. Ezek a különbségek már eltűntek egy felújítást követően, amelynek során a vezetőfülkék homlokfalának átalakítása mellett megszüntették a videó-, a poggyász- és a büfé-rendszert, több ülőhelyet (összesen 238-at), kerékpáros részleget, automata ajtókat és egyéb változtatásokat építettek be. Ez a modernizáció annak köszönhető, hogy gyakorlatilag mindegyikük kínál középtávú szolgáltatást Katalóniában (Catalunya Exprés) és Aragóniában (Regional Exprés). Az Intercity-járatokra szánt négy egységet nem újították fel, és 2008-ban, e szolgáltatás megszűnésével együtt kivonták őket a forgalomból. A Media Distancia számára szánt egyetlen nem felújított egységet 2012-ben kivonták a forgalomból. Az 1990-es évek végén a 448-014-1-es motorkocsit a Regionals kísérleti rendszerével díszítették, amelyet a 470-070-es motorkocsin is alkalmaztak. Ezt a tervet nem fogadták el, ezért ezt a két motorkocsit később átfestették.

## Képek

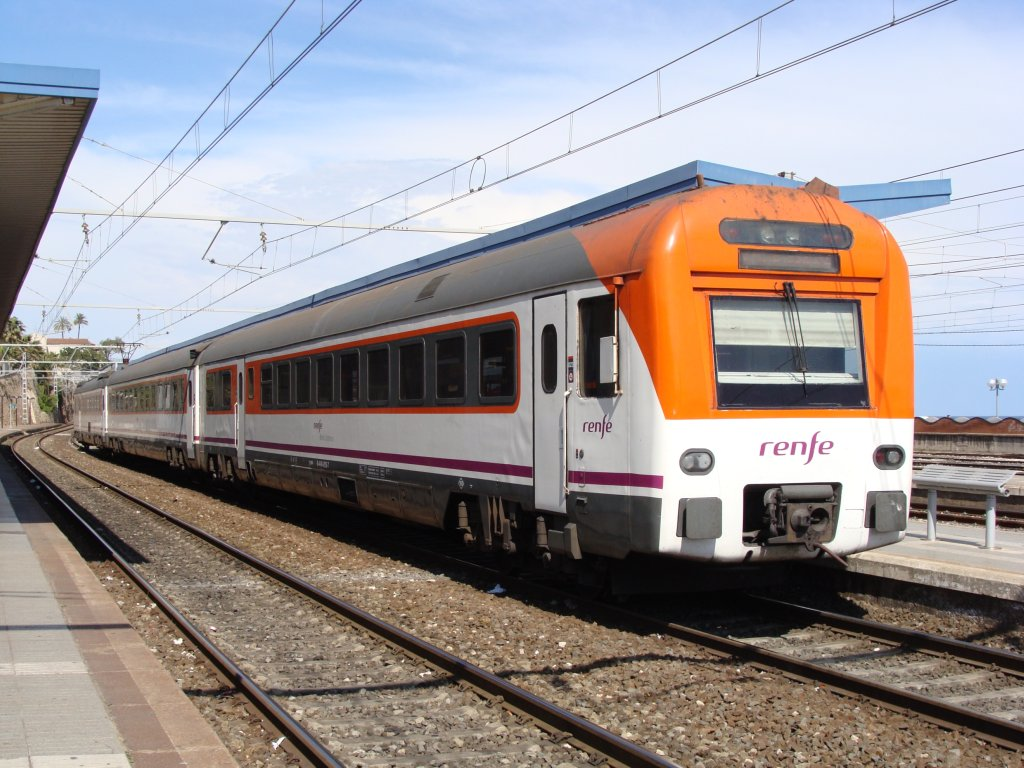
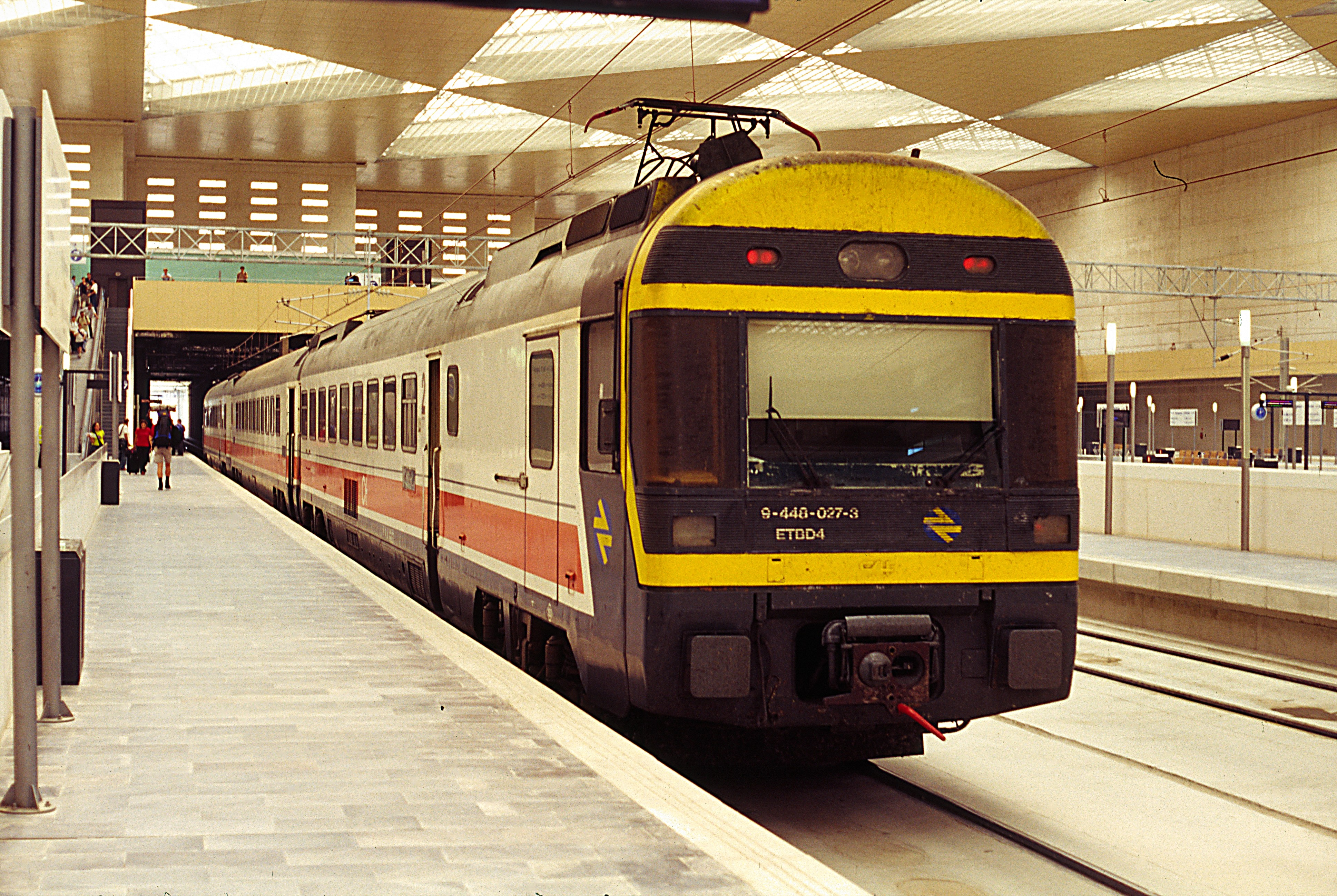
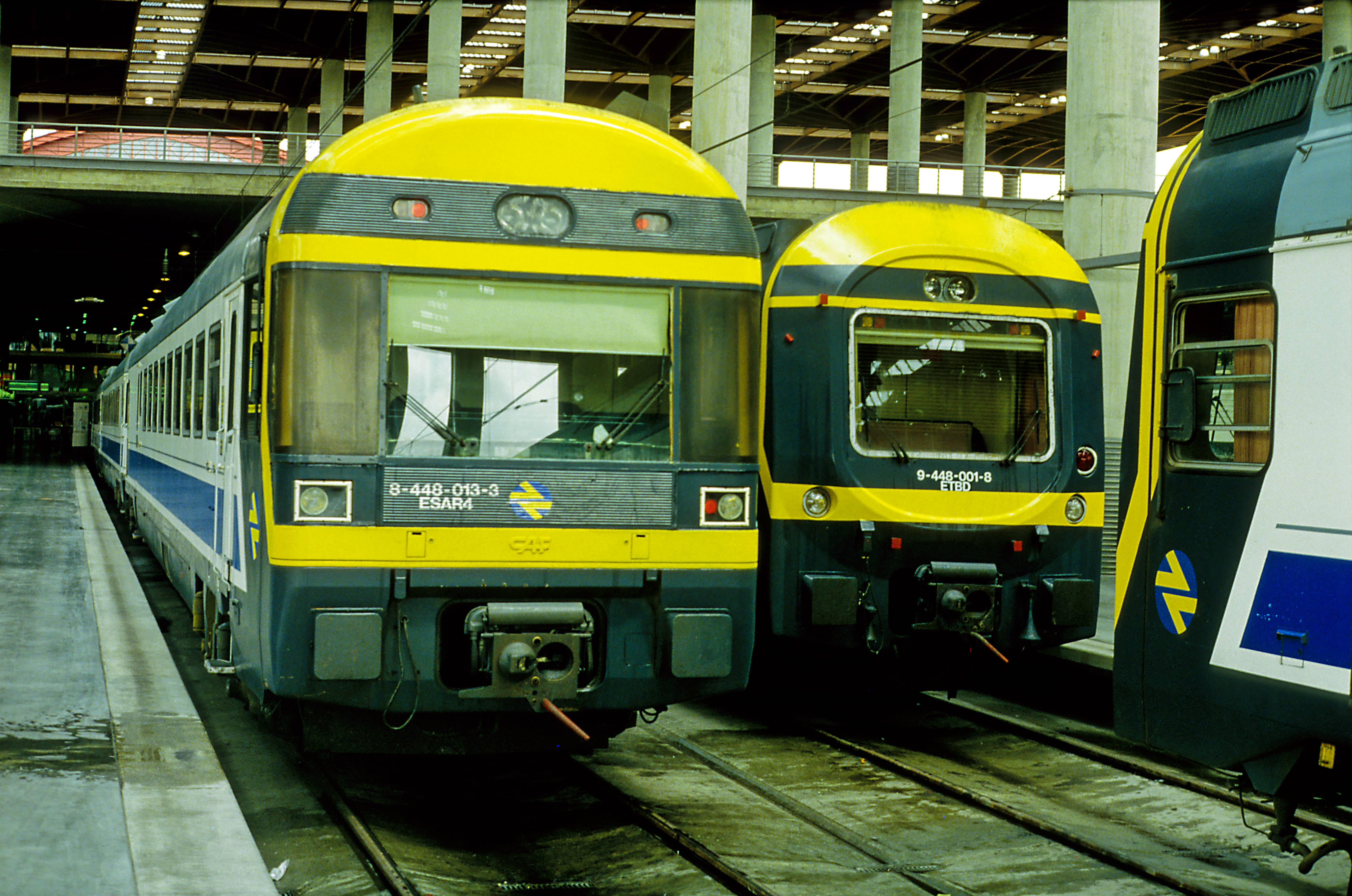
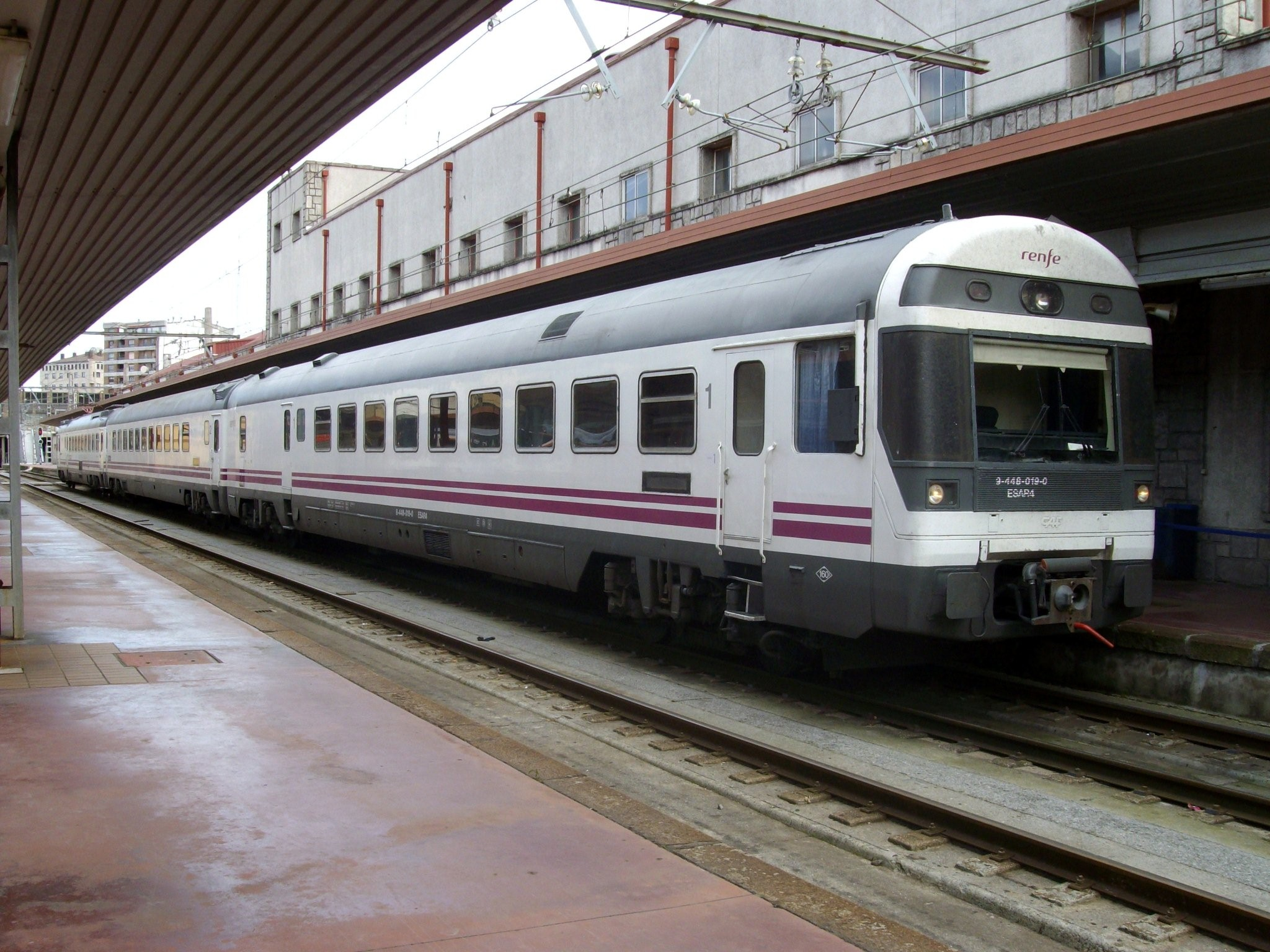
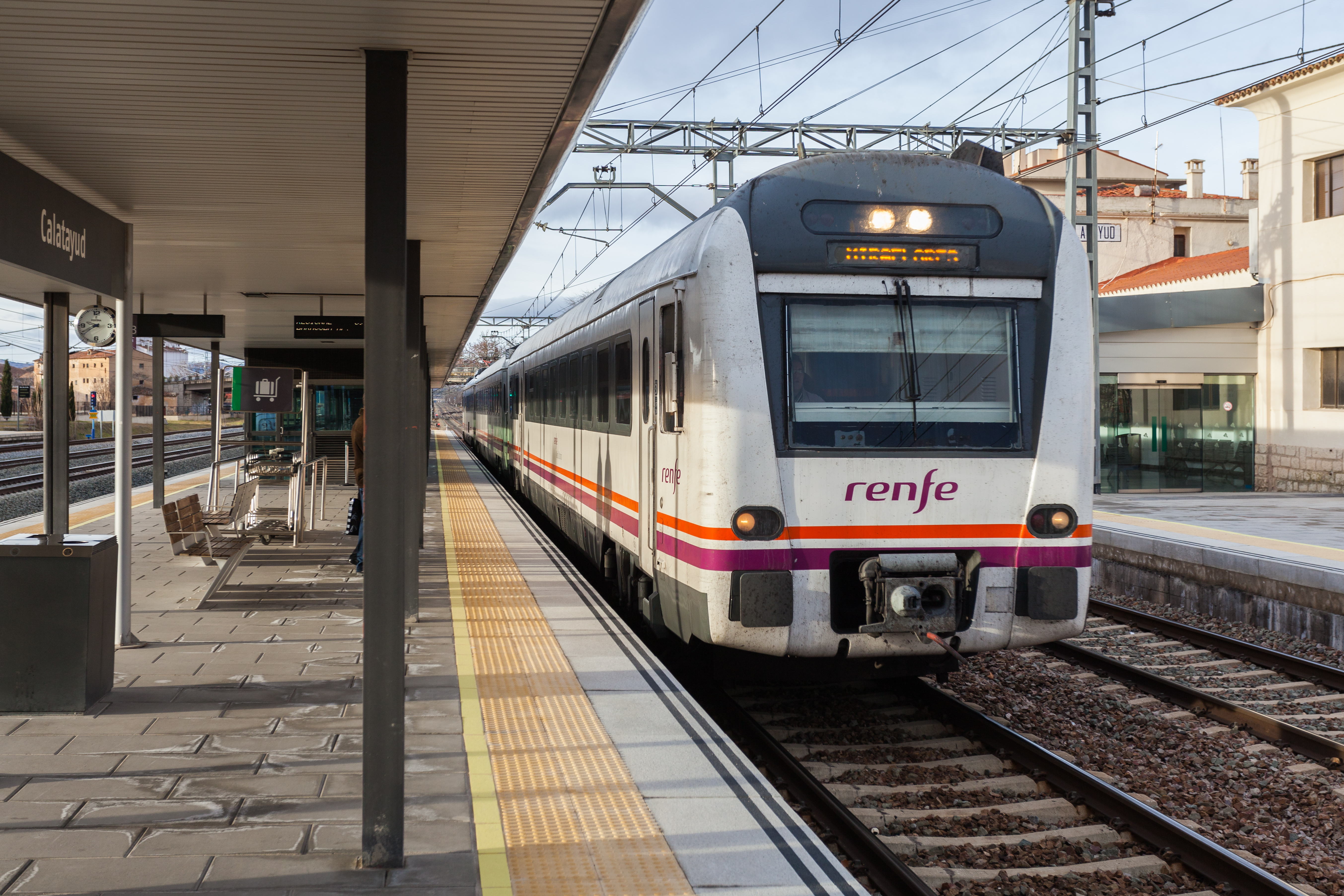
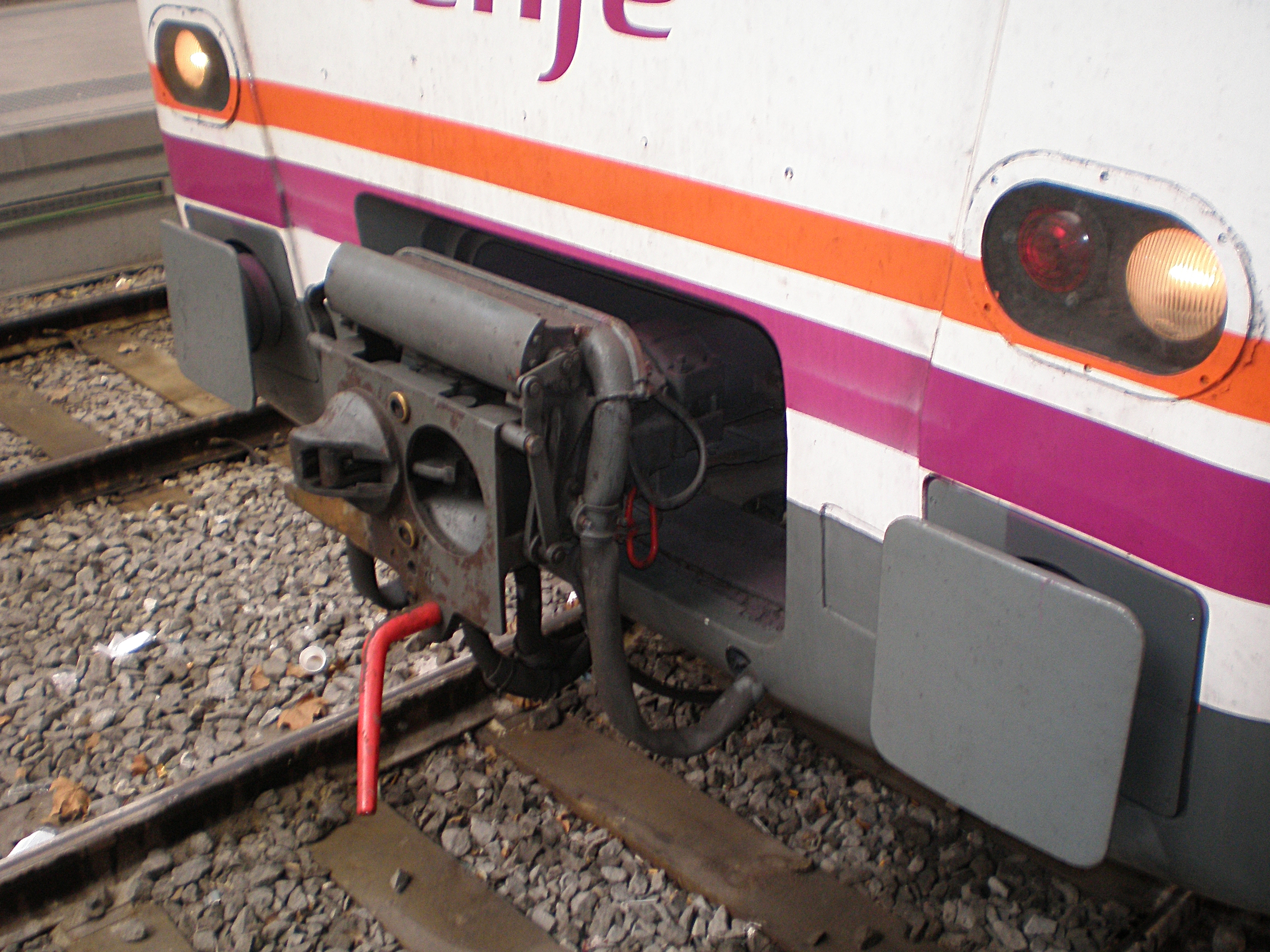
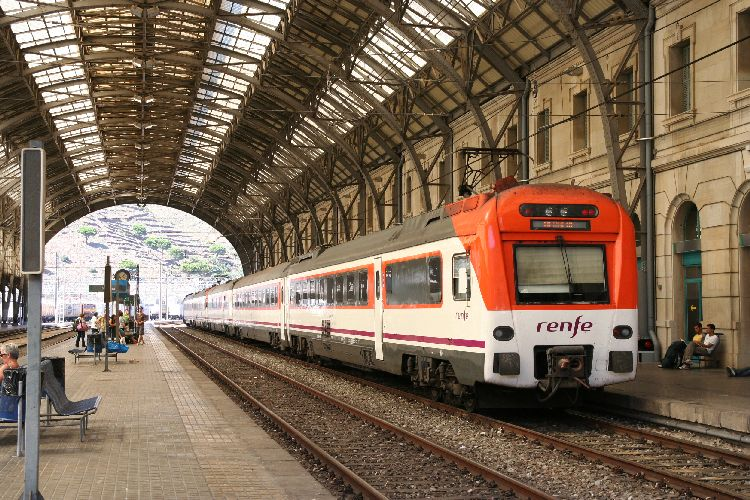
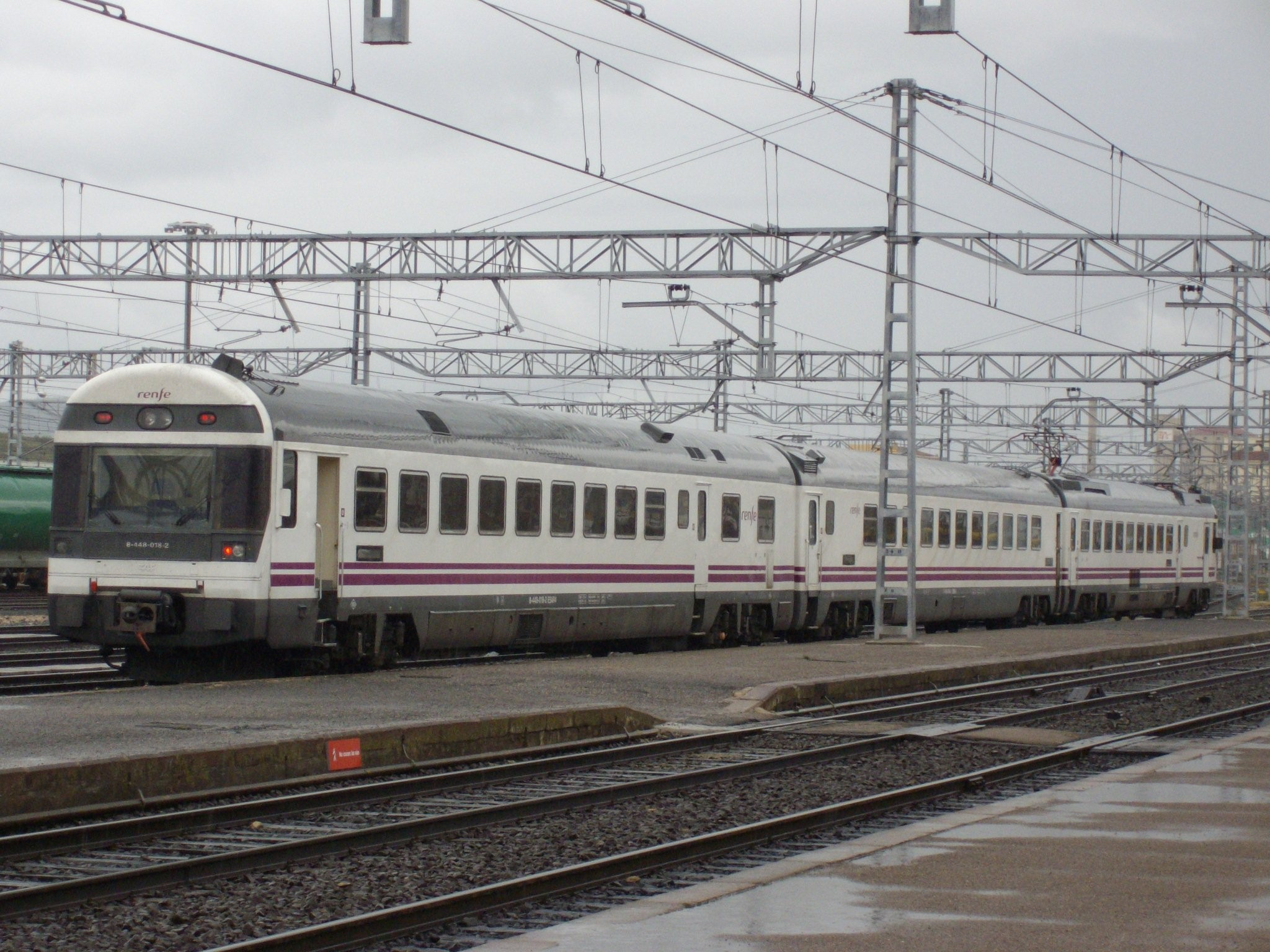
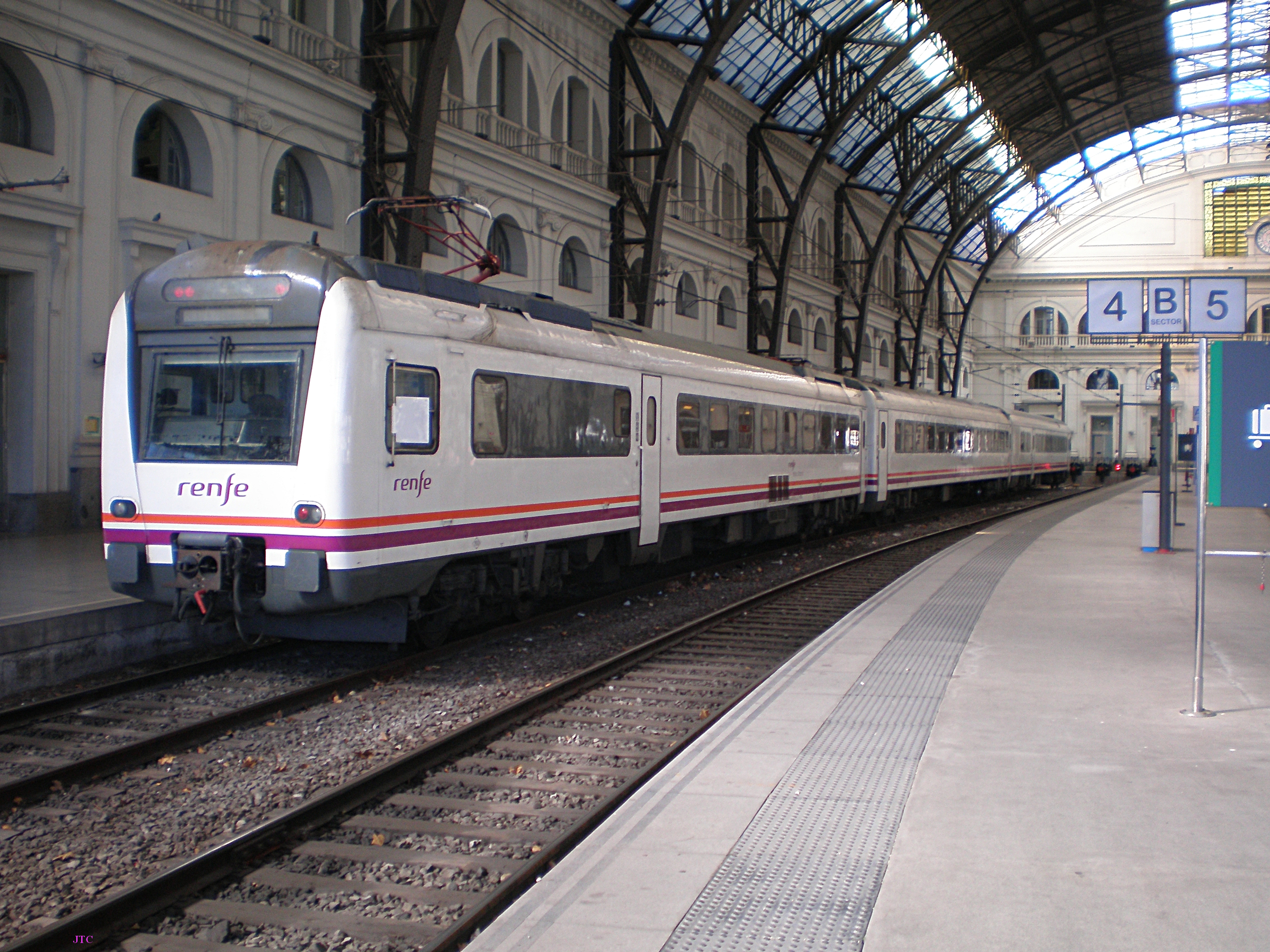
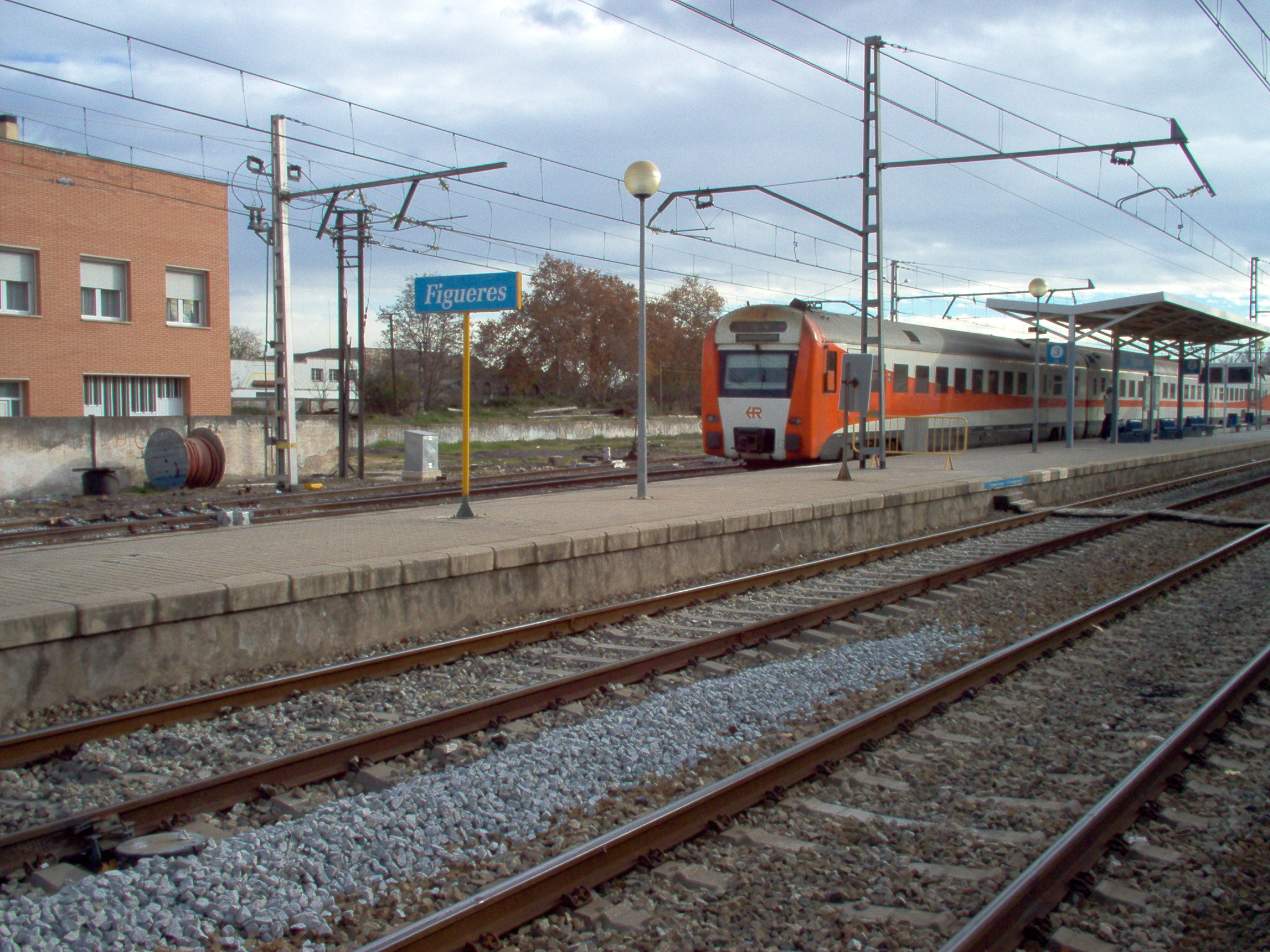

## Intercity
| Útvonal                                    | Helyettesítő                                              |
| ------------------------------------------ | --------------------------------------------------------- |
| Madrid - Valencia                          | Alaris (1999) AVE (2010)                                  |
| Madrid - Zaragoza                          | AVE (2003)                                                |
| Madrid - Logroño                           | Altaria (2003) (Alvia 2008 februárja óta)                 |
| Madrid - Pamplona                          | Altaria (2003) (Alvia 2008 februárja óta)                 |
| Madrid - Málaga                            | Talgo 200 (fokozatosan 1992-től) (AVE 2007 decembere óta) |
| Madrid - Sevilla                           | (AVE 1992 áprilisától)                                    |
| Madrid - Gijón                             | Talgo (2002) (Alvia 2007 decembere óta)                   |
| Madrid - Hendaya                           | Alvia 2008 decembere óta                                  |
| Zaragoza - Barcelona                       | Altaria (2003) AVE (2008)                                 |
| Valencia - Barcelona                       | Euromed (1997)                                            |
| Madrid - Alicante 1                        | Talgo (1993) Altaria (2008) Alvia (2008)                  |
| Valencia - Alicante 1                      | Euromed (1997)                                            |
| 1. Intercity a RENFE 444 sorozattal együtt |                                                           |